# Mercedes Martinez
Jazmin Benítez (nacida el 17 de noviembre de 1980) es una luchadora profesional estadounidense conocida como Mercedes Martínez, quien actualmente trabaja para All Elite Wrestling (AEW). Es conocida por su trabajo para la empresa WWE. 
Ha competido para Shimmer Women Athletes, así como en numerosas empresas independientes, como World Xtreme Wrestling, Full Impact Pro, Women Superstars Uncensored, y Rise Wrestling. Es una ex tres veces campeona WSU Champion, dos-veces Shimmer Champion y una-vez Shimmer Tag Team Champion.

## Carrera

### Inicios (2000-2004)
Mercedes se involucró en la lucha libre profesional luego de una lesión jugando baloncesto en la universidad. era una destacada jugadora de baloncesto en la escuela secundaria. Más tarde pasó a la lucha libre profesional debido a su amor por los deportes de contacto. Como explicó Mercedes en un artículo para el Boston Herald en 2004, «La lucha libre solo llegó en el momento adecuado.» Mercedes Martínez comenzó su entrenamiento con Jason Knight en octubre de 2000. Derrotó a un luchador masculino con el nombre de "Juice" en su primer combate el 12 de noviembre de 2000. En 2001, ganó exposición con el promotor Sheldon Goldberg. Posteriormente, Goldberg formó una división femenina en la promoción independiente de lucha libre New England Championship Wrestling con Martínez, e incluyendo la incorporación de talentos extranjeros como Sumie Sakai, de Yoshimoto Ladies Pro. El dúo intercambió el Campeonato Femenino Norteamericano.
A lo largo de 2003 y 2004, Martínez compitió en varias promociones en Nueva Inglaterra, como Connecticut Championship Wrestling, Combat Zone Wrestling y Ian Rotten's IWA Mid South. En IWA, se trajo a Martínez para enfrentarse a la estrella de la división femenina, Mickie Knuckles.

### Shimmer Women Athletes (2005-2020)
El 6 de noviembre de 2005, Mercedes luchó en el evento inaugural de la nueva empresa exclusiva de lucha libre femenil, Shimmer Women Athletes dirigida por Dave Prazak, quien la descubrió mientras veía un Kiryoku Pro DVD. Martínez luchó contra Sara Del Rey en un sorteo de límite de tiempo de 20 minutos, y ambas recibieron una ovación de pie después de su lucha. Martínez continuó luchando para Shimmer y varias promociones independientes de América por 2006.
El 2 de mayo de 2009, participó en el Volume 23 de Shimmer, donde perdió ante Awesome Kong. Más tarde esa noche, como parte del Volumen 24, derrotó a Madison Eagles. Al día siguiente, perdió ante Serena Deeb en el Volumen 25, y se unió a Deeb para enfrentarse a Sara Del Rey y Kong en el Volumen 26, pero fueron derrotadas. El 8 de noviembre, perdió ante la debutante Ayako Hamada después de un Hama-Chan Cutter, pero logró anotar un pinfall sobre Cat Power como parte del Volume 28 después de aplicarle un Fisherman Buster.
El 2 de octubre de 2011, Martínez cambió a heel por primera vez en su carrera con Shimmer, comenzando una rivalidad con Athena.
El 26 de junio de 2016, después de haber estado retirada por dos años, Martínez hizo un regreso sorpresa a Shimmer, aliándose junto a Nicole Savoy y Shayna Baszler y derrotando a Madison Eagles en un combate impromptu para ganar el Campeonato de Shimmer por primera vez. Perdió el título ante Kellie Skater el 12 de noviembre, solo para recuperarlo al siguiente día. El 12 de noviembre de 2017, Martínez perdió el título ante Nicole Savoy.

### Ring of Honor (2006-2007)
El 25 de marzo de 2006, Martínez hizo su debut en Ring of Honor (ROH) en Nueva York donde compitió en un Shimmer sanctioned match contra sus contra partes Allison Danger, Daizee Haze, y Lacey. El 22 de diciembre, Martínez sufrió una lesión durante un en ROH mientras hacía equipo con Jimmy Jacobs enfrentando a Haze y B.J. Whitmer. Regresó a Ring of Honor al final de diciembre de 2007, aliándose con The Vulture Squad. El 27 de mayo, se anunció que Martínez y ROH se habían separado.

### World Xtreme Wrestling (2005-2009, 2011-2020)
En 2005, Martínez se unió a World Xtreme Wrestling. Participó en varios combates, y más tarde comenzó un feudo con Talía Madison por el Campeonato Femenino de WXW. El 8 de julio, Martínez derrotó a Madison para convertirse en la nueva Campeona Femenina. Sin embargo, el título fue declarado vacante el 3 de septiembre, cuando ganó el Campeonato de peso crucero WXW de Drew Blood el 19 de febrero de 2006. El 9 de enero de 2007, Martínez derrotó a Cindy Rogers para recuperar el Campeonato Femenino. Cuando tuvo que someterse a una cirugía de hombro en febrero, se realizó una storyline titulada "Cambio de título fantasma" en la que Kacee Carlisle afirmó que había vencido a Mercedes en un Empty Arena Match para convertirse en la nueva campeona, y con esto se le dio salida a Mercedes para su cirugía.
Hizo su regreso sorpresa el 10 de febrero de 2008 para desafiar a Carlisle por el Campeonato Femenino de WXW, pero no logró recuperarlo. Cuando WXW se reubicó debido a que Afa Anoa'i se mudó a Florida desde Pensilvania, continuó con la empresa. Más tarde ganaría el 2008 WXW Élite 8 y luego el 20 de diciembre, derrotó a Betsy Ruth por el Campeona Femenina vacante de WXW para obtener su tercer reinado.
Después de su defensa contra MsChif el 7 de febrero de 2009, anunció que regresaría a su ciudad natal de Waterbury Connecticut y dejó el título vacante. El 27 de agosto, Martínez regresó a la empresa, comenzando un feudo con Kimberly. El 10 de septiembre, Martínez la derrotó para convertirse en la primera mujer en ganar el Campeonato Femenino de WXW cuatro veces. El 11 de febrero de 2012, Martínez derrotó a Kimberly en un combate 2-out-of-3 Falls. Perdería el título ante Kimberly el 14 de julio, esta fue la primera vez que Mercedes perdió el título femenino en un combate 1 contra 1.

### Circuito independiente (2005-2020)

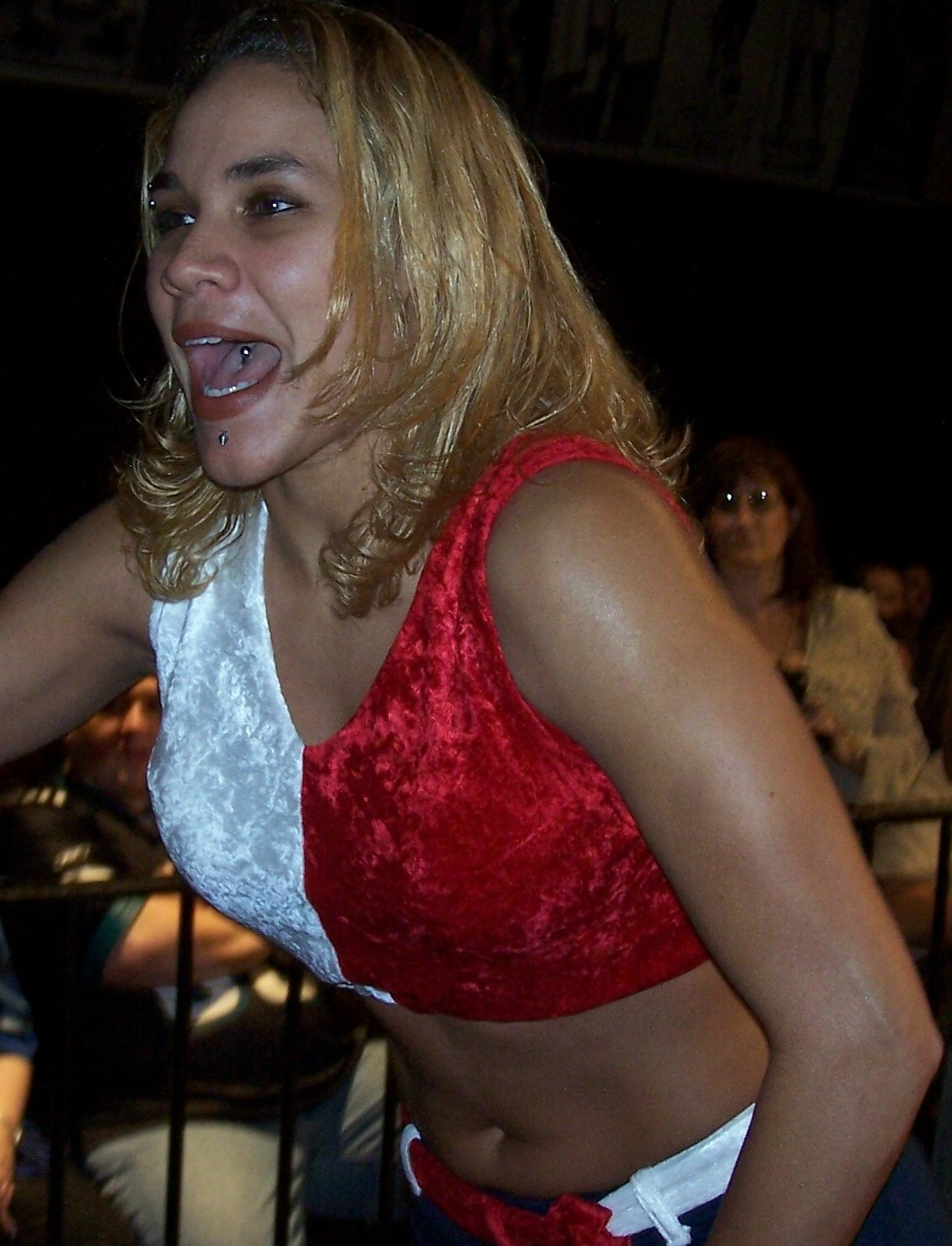
Mercedes en 2006.

Martínez también compitió en ChickFight IV en abril de 2006. Llegó a la ronda final antes de ser eliminada por MsChif. Más tarde esa noche, MsChif también derrotó a Martínez y a Cheerleader Melissa en un combate falls count anywhere. El 27 de mayo, Martínez compitió en el debut del combate MXWomen (MXW)'s, uno de los eventos principales cuádruples en MXW MAYhem en Bristol, Connecticut. El 12 de noviembre, derrotó a Nikki Roxx en un combate por MXW. El siguiente mes, Martínez apareció en Heat de la World Wrestling Entertainment (grabado el 12 de junio) donde fue derrotada por Victoria.
El 19 de julio de 2009, Martínez regresó a WXW C4 en Allentown y ganó un 20-person Battle Royal en el show Sportfest WXW C4's Flagship, ganando una oportunidad por cualquier título que escogiese. El 5 de septiembre en Allentown, optó por usar su victoria para crear el Campeonato Femenino de WXW C4, e inmediatamente lo ganó en un combate Elimination Style 3-Way Dance sobre Jana y Nikki Roxx. También formó parte de la promoción de Jimmy Hart Wrestlicious como un personaje Bull Fighter nombrado "María Toro", dirigido por "Bandita." En el evento principal del primer episodio, hizo equipo con Bandita y Felony derrotando al equipo de Cousin Cassie, Tyler Texas y Charlotte.
Martínez debutó para NCW Femmes Fatales el 6 de febrero de 2010 enfrentándose a Portia Pérez y derrotándola. El 24 de julio de 2011, Martínez hizo su primera aparición en Japón, luchando en la arena Korakuen Hall contra Nanae Takahashi como parte del torneo por el título de STARDOM durante el show del decimoquinto aniversario de Nanae Takahashi. Sin embargo, perdió ante Takahashi. El 10 de marzo de 2012, desafió a la Campeona de NCW Femmes Fatales Kalamity, siendo derrotada. Más tarde cambió a heel atacando a Kalamity con LuFisto saliendo a su rescate.
Más de un año después, Martínez se convertiría en Campeona NCW Femmes Fatales el 30 de marzo de 2013, derrotando a Kalamity en NCW Femmes Fatales XI, terminando su reinado de 538 días. Perdió el título el 16 de agosto de 2014. El 6 de mayo de 2017, en Challengemanía 25, Mercedes regresó para derrotar a Stefany Sinclair y recuperar el Campeonato NCW Femmes Fatales. Dejó el evento como una triple campeona, ya caminando en el combate con ambos Campeonatos el WSU World y el Shimmer.
Trabajó en SHINE Wrestling por varios años y no fue sino hasta 2018 que obtuvo el Campeonato en parejas de Shine junto a Ivelisse como "Las Sicarias", hasta que fueron derrotadas por "The Twisted Sisterz" (Holidead y Thunder Rosa). 
El 2 de junio de 2019, Martínez apareció en WAW en Fightmare III, llevado a cabo en Carrow Road (el estadio local de Norwich City), derrotando a Sweet Saraya para convertirse en la Campeona mundial de WAWW.

### Women Superstars Uncensored (2007-2020)

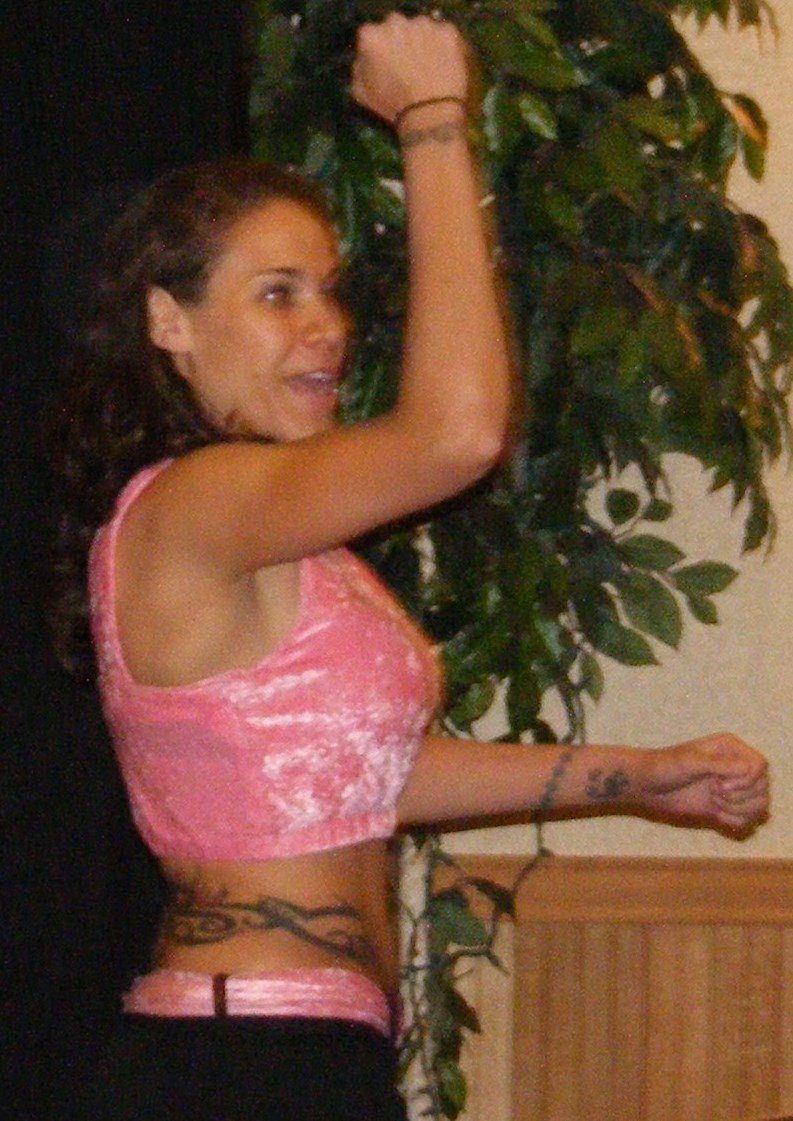
Mercedes en 2010.

En Women Superstars Uncensored (WSU) en 2007, Martínez comenzó haciendo equipo con Ángel Orsini. En marzo de 2008, comenzaron un feudo que culminó en varios combates entre 2008 y 2009, incluyendo un combate Steel Cage el 10 de enero de 2009. Dos meses después, Martínez derrotó a Orsini en un combate Bullrope el 7 de marzo en el show Second Anniversary en Boonton, Nueva Jersey para ganar el WSU Championship, terminando el segundo reinado de Orsini con solo nueve meses. Tuvieron un combate más que reescribió los libros de récord en un combate de 60-minutos Iron Woman el 6 de junio en Boonton, New Jersey, que duró un total de 70 minutos, incluyendo 10 minutos en muerte súbita y que resultó en Mercedes obteniendo el triunfo para retener el título. Martínez continuaría defendiendo el título contra Nikki Roxx, Awesome Kong, Rain y Portia Pérez. Durante su paso como campeona, Martínez y Orsini capturaron brevemente los Campeonatos en Equipo de WSU. Martínez continuó su reinado como Campeona de WSU defendiéndolo ante más retadoras incluyendo a Alicia, Amber O'Neal, Mickie James, y Jazz durante el período 2009-2010. 
En enero de 2011, Martínez derrotó a Ángel Orsini nuevamente en un combate Ladder para unificar su título con el de Orsini el Cameponato All Guts No Glory. Martínez luego defendió con éxito su campeonato ante Serena Deeb en el evento principal del show WSU 4 year anniversary y también derrotó a Brittney Savage en el evento Uncensored Rumble de WSU. En agosto, Mercedes puso su título en juego contra la ganadora del Uncensored Rumble, Lexxus en un combate que se convertiría en el más largo combate en la lucha libre femenil en la historia, pues el combate continuó pasando el límite de los 60 minutos hasta que Martínez fue capaz de obtener la victoria después de 73 minutos, rompiendo el récord del combate que tuvo con Orsini por solo tres minutos. Martínez más tarde se vería envuelta en una violenta rivalidad con Jessicka Havok que culminó con Havok poniéndole fin al reinado de tres años que Martínez tuvo en el show WSU 5th Anniversary.
El 11 de febrero de 2017, Martínez derrotó a Cherry Bomb y ganó el campeonato WSU, convirtiéndose en la primera tricampeona. Retuvo el título por alrededor de un año hasta el 16 de junio de 2018, cuando perdió el título ante Tessa Blanchard.

### WWE (2017-2018)
En septiembre de 2017, WWE estableció el torneo femenino Mae Young Classic en donde Martínez figuró como participante. Martínez derrotó a Xia Li en la primera ronda. Al día siguiente, Martínez derrotó a Princesa Sugehit en la segunda ronda y a Abbey Laith en los cuartos de final, antes de ser eliminada del torneo en las semifinales por Shayna Baszler. El 26 de octubre de 2017, hizo una aparición en un episodio de NXT participando en un battle royal para determinar a una de las contendientes del vacante Campeonato Femenino de NXT en NXT TakeOver: WarGames, en el cual fue eliminada por Nikki Cross y el combate fue ganado por la misma. El 15 de noviembre de 2017 en un episodio de NXT, Martínez re–apareció siendo derrotada por Ember Moon. Martínez hizo su regreso a WWE en 2018, compitiendo en el segundo Mae Young Classic. Llegó a la segunda ronda, derrotando a Ashley Rayne antes de ser eliminada por Meiko Satomura.

### All Elite Wrestling (2019)
El 31 de agosto de 2019, Martínez hizo una aparición especial en el evento de All Out de All Elite Wrestling en el pre-show en el Women's Casino Battle Royale por una oportunidad por el Campeonato Mundial Femenino de AEW donde fue eliminada por Dr. Britt Baker D.M.D. El 5 de noviembre en el episodio de AEW Dark, Martínez hizo su aparición haciendo equipo con Big Swole donde fueron derrotadas ante Allie y Sadie Gibbs.

### Regreso a WWE (2020-2021)
En enero de 2020, Martínez firmó un contrato con WWE y se reportó al WWE Performance Center. El 15 de enero, Martínez hizo su regreso a NXT compitiendo en un battle royal para determinar a la contendiente #1 de Rhea Ripley por el Campeonato Femenino de NXT en NXT TakeOver: Portland, en el cual fue eliminada por Shayna Baszler y el combate siendo ganado por Bianca Belair. El 26 de enero en el evento Royal Rumble, Martínez entró en número 6 durante el Royal Rumble femenino, en el cual fue eliminada por Mandy Rose y Sonya Deville. El 5 de febrero en un episodio de NXT, Martínez derrotó a Kacy Catanzaro, marcando su primera victoria individual en NXT. Tras varios meses de ausencia el 1 de julio durante el evento NXT The Great American Bash, se emitió una promo anunciando su regreso la siguiente semana durante la segunda parte de dicho evento. En el evento, Mercedes derrotó a Santana Garrett. El 22 de julio en un episodio de NXT, Mercedes apareció después de un combate entre Aliyah y Shotzi Blackheart atacando a Blackheart. Más tarde en el mismo episodio, Martínez se unió a Aliyah y a su mánager Robert Stone a la llamada «Robert Stone brand». La semana siguiente en NXT, Martínez se enfrentó a Blackheart en un combate, en el cual salió victoriosa.
Martínez hizo su debut en Raw el 21 de septiembre, donde se reveló como miembro de la facción villana, Retribution, bajo el nombre de Retaliation. Poco después, solicitó su eliminación del grupo y fue devuelta silenciosamente a NXT. El 6 de agosto de 2021, Martínez fue liberada de su contrato con WWE.

### Impact Wrestling (2021)
¡En el episodio del 7 de octubre de 2021 de Impact!, Martínez hizo su debut, haciendo equipo con Savannah Evans y Tasha Steelz para derrotar a Brandi Lauren, Kimber Lee y Lady Frost. En Knockouts Knockdown, Martínez derrotó a Brandi Lauren en los cuartos de final, Rachael Ellering en las semifinales y Tasha Steelz en la final para ganar el torneo Knockouts Knockdown, por lo que recibió una futura lucha por el Campeonato Knockouts de Impact.

### All Elite Wrestling (2021-presente)
El 29 de diciembre de 2021 en Dynamite, Martínez hizo su regreso, ayudando a Jade Cargill a derrotar a Thunder Rosa para avanzar a la final del Campeonato TBS de AEW. Luego se anunció que había firmado con AEW.

## Vida personal
En julio de 2019, Martínez declaró durante una entrevista con NowThis que es abiertamente lesbiana. Estuvo casada y tiene un hijo varón, nacido en 2009.

## Campeonatos y logros
- Alternative Wrestling Show

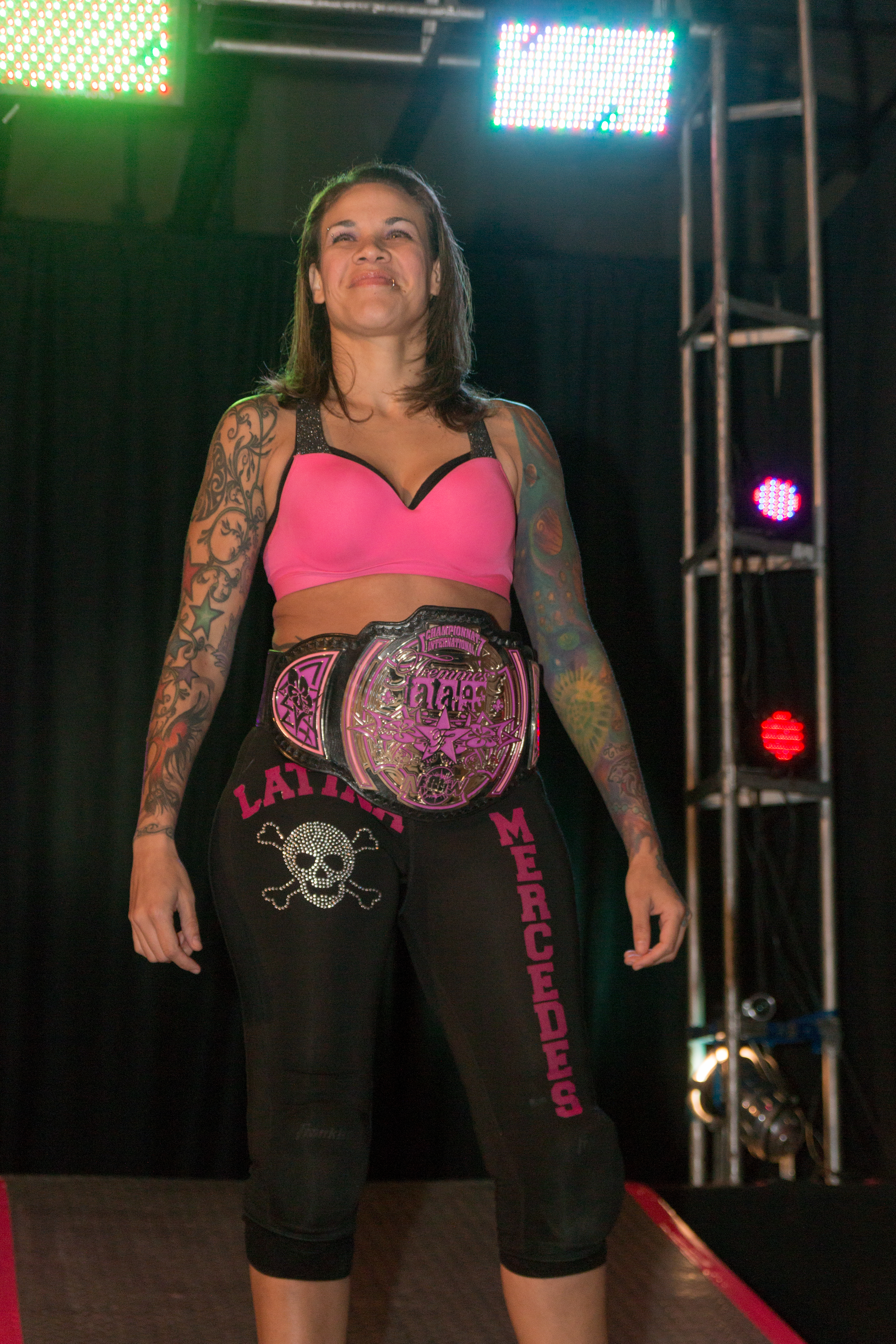
Mercedes con el campeonato Femmes Fatales.

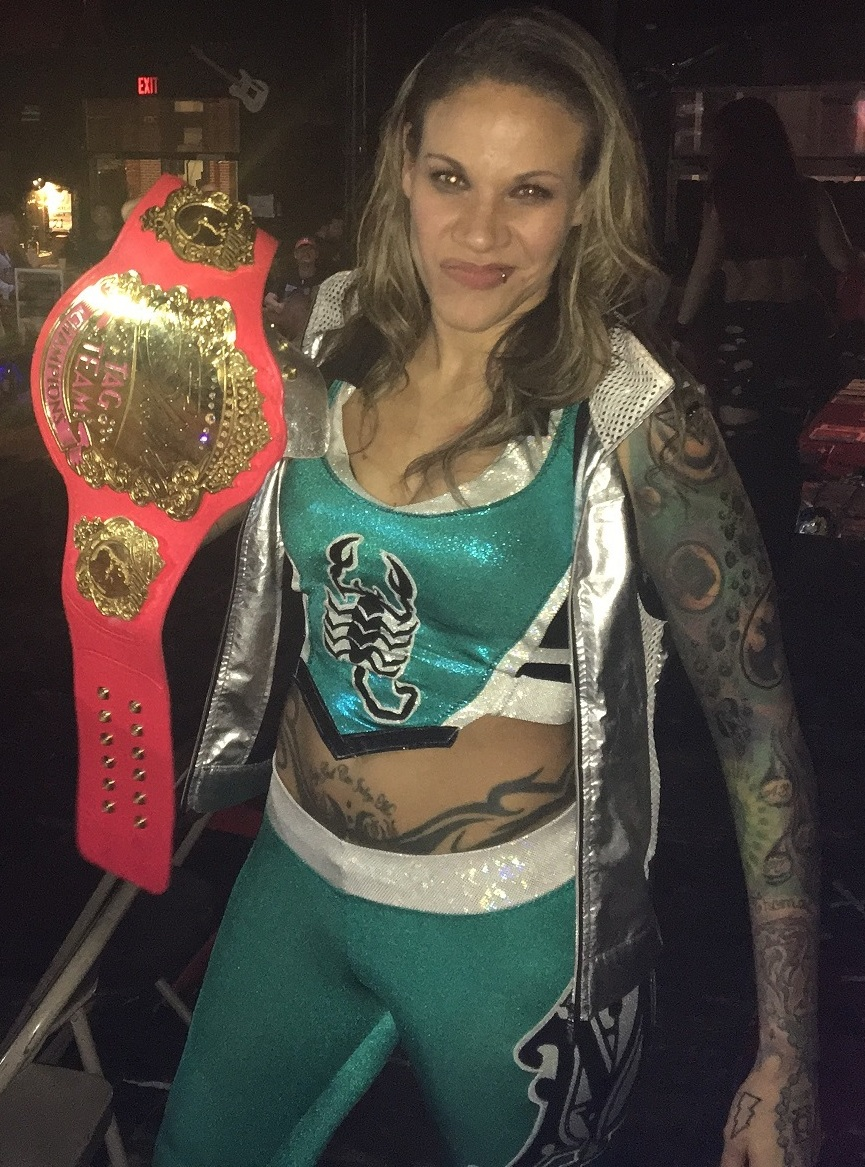
Mercedes con el Campeonato en Equipos de Shine.

  - AWS Heavyweight Championship (1 vez, actual)[40]

- Bellatrix Female Warriors
  - Bellatrix World Championship (1 vez)[18]
- Defiant Pro Wrestling
  - DPW Women's Championship (1 vez)[41]

- Green Mountain Wrestling
  - GMW Women's Championship (2 veces)[42]

- Impact Wrestling
  - Knockouts Knockdown≈ Tournament (2021)[43]

- Independent Wrestling Association Mid-South
  - IWA Mid-South Women's Championship (1 vez)[44]

- IndyGurlz Championship Wrestling
  - IndyGurlz Australia Championship (1 vez)[45]
  - IndyGurlz Championship (1 vez)[46]

- NWA Midwest
  - NWA Midwest Women's Championship (1 vez)[42]

- New England Championship Wrestling
  - NECW Yoshimoto Ladies Pro North American Women's Championship (1 vez)[6]
  - NECW World Women's Championship (1 vez)[42]

- New Horizon Pro Wrestling
  - Global Conflict Shield Tournament (2014, 2016)[47][48]
  - IndyGurlz Australian Championship (1 vez)[45]

- Femmes Fatales
  - Femmes Fatales Championship (3 veces, actual)[49]

- Pennsylvania Premiere Wrestling
  - PPW Women's Championship (1 vez)[50]

- Pro Wrestling Unplugged
  - PWU Unified Women's Championship (1 vez)[51]

- Rise Wrestling
  - Phoenix of Rise Championship (1 vez)[52]
  - RISE Year-End Awards (4 veces)
    - Match of the Year (2018) vs. Tessa Blanchard en un 75-minute iron woman match en RISE 10: Insanity[53]
    - Moment of The Year (2018) – Martínez y Blanchard imponen un nuevo récord mundial en RISE 10, el combate individual femenil más largo en la historia con 75 minutos[53]
    - Wrestler of The Year (2018)[53]
    - Match of the Year (2019) vs. Kylie Rae en un no ropes submission match en RISE 13: Legendary[54]

- Ring of Honor
  - ROH Women's World Championship (1 vez)
- Shimmer Women Athletes
  - Shimmer Championship (2 veces)[10][12]
  - Shimmer Tag Team Championship (1 vez) – con Cheerleader Melissa[55]

- Shine Wrestling
  - Shine Championship (1 vez)
  - Shine Tag Team Championship (1 vez) – con Ivelisse[56]

- Women Superstars Uncensored
  - All Guts, No Glory Championship (1 vez)
  - WSU Championship (3 veces)
  - WSU Tag Team Championship (1 vez) – con Ángel Orsini
  - J-Cup (2008)[57]
  - WSU/NWS King and Queen of the Ring (2011) – con Julio Dinero[58]
  - WSU Hall of Fame (Clase de 2017)

- World Xtreme Wrestling
  - WXW C4 Women's Championship (1 vez)
  - WXW Cruiserweight Championship (1 vez)
  - WXW Women's Championship (5 veces)
  - Elite 8 Tournament (2006, 2008)
  - WXW Hall of Fame (2014)[59]

- WrestleCrap
  - Gooker Award (2020) – RETRIBUTION[60]

- Pro Wrestling Illustrated
  - Situada en el N.º 11 en los PWI Female 50 de 2008[61]
  - Situada en el N.º 14 en los PWI Female 50 de 2009[62]
  - Situada en el N.º 3 en los PWI Female 50 de 2010[63]
  - Situada en el N.º 2 en los PWI Female 50 de 2011[64]
  - Situada en el N.º 9 en los PWI Female 50 de 2012[65]
  - Situada en el N.º 10 en los PWI Female 50 de 2013[66]
  - Situada en el N.º 22 en los PWI Female 50 de 2014[67]
  - Situada en el N.º 11 en los PWI Female 50 de 2017[68]
  - Situada en el N.º 29 en el PWI Female 100 en 2018.
  - Situada en el N.º 9 en el PWI Female 100 en 2019.[69]